# Laphria chrysonota
Laphria chrysonota là một loài ruồi trong họ Asilidae. Laphria chrysonota được Hermann miêu tả năm 1914. Loài này phân bố ở miền Ấn Độ - Mã Lai.